# Graham Cummins
Pour les articles homonymes, voir Cummins (homonymie).
Graham Rickard Cummins est un footballeur irlandais, né le 29 décembre 1987 à Cork. Il évolue au poste d'attaquant avec le club de Cork City Football Club.

## Biographie
Le 1er juillet 2015, il rejoint le club de St Johnstone. Avec cette équipe, il inscrit huit buts en première division écossaise lors de la saison 2015-2016. Il joue également un match en Ligue Europa.

## Palmarès
- Championnat d'Irlande D2 : 2
  - Cobh Ramblers : 2007
  - Cork City : 2011

- Munster Senior Cup : 1
  - Waterford United : 2009

Avec les Shamrock Rovers
- Coupe d'Irlande
  - Vainqueur en 2019